# Abdoulaye Ascofaré
Abdoulaye Ascofare est un cinéaste et poète malien, né le 20 avril 1949 à Gao (Mali).

## Biographie
Il suit des études de théâtre puis de cinéma.
Il est animateur radio jusqu’en 1978 avant d’être enseignant à l’Institut national des arts de Bamako.
En 1984, il est diplômé de l’Institut national de la cinématographie en URSS, il devient réalisateur au Centre national de production cinématographique de Bamako en 1985.
À partir de 1991, il produit plusieurs courts métrages. En 1997, il sort son premier long métrage intitulé Faraw, une mère des sables. Ce film, qui retrace vingt-quatre heures de la vie d’une femme du pays songhaï, reçoit le « Bayard d’or Création artistique » au Festival de Namur en 1997.
Poète, il publie en 1976 Domestiquer le rêve.

## Œuvres

### Filmographie
- 1981 : Welcome
- 1983 : M’sieur Fane
- 1984 : L’Hôte
- 1990 : Sonatam, un quart de siècle
- 1997 : Faraw, une mère des sables

### Poésie
- 1976 : Domestiquer le rêve (édition populaire)